# Poradnictwo językowe
Poradnictwo językowe – zorganizowana forma krzewienia tzw. kultury języka. Stanowi odpowiedź na zapotrzebowania społeczne i wywodzi się z tradycji normatywizmu. Poradnie językowe zajmują się odpowiadaniem na pytania nadsyłane przez użytkowników języka oraz doradzaniem w kwestii sprawnego posługiwania się językiem. Funkcjonują w krajach europejskich, gdzie często mają długą historię.
Poradnictwo językowe ma cel edukacyjny, pozbawione jest jednak mocy nakazowej, ponieważ pracownicy poradni językowej nie dysponują sankcjami wobec osób nieprzestrzegających udzielanych porad.
Poradnictwo językowe popularyzowane jest w prasie, radiu, telewizji oraz internecie. Istnieją też poradnie telefoniczne. Utrwalonymi formami tej działalności są słowniki normatywne oraz poradniki językowe. Porady językowe prezentowane są w rubrykach językowych, publikowanych w czasopismach niejęzykoznawczych. Powstały także amatorskie inicjatywy zajmujące się rozstrzyganiem zagadnień normatywnych, przybierające postać blogów i innego rodzaju publikacji internetowych. Zbiory porad językowych (pytań i odpowiedzi) bywają wydawane jako książki.
Poradnictwo językowe występuje w Europie (np. w Wielkiej Brytanii, Niemczech, krajach skandynawskich, na Węgrzech). W Polsce działalność poradniczą spopularyzowali m.in. poloniści: Jan Miodek, Jerzy Bralczyk czy Walery Pisarek. Odpowiedzi na pytania dotyczące spraw językowych udziela także internetowa Poradnia Językowa PWN. Pionierami czeskiego (praskiego) poradnictwa językowego byli M. Weingart, J. Stanislav i J. Haller, założyciele poradni językowej (1936).
Poradnictwo językowe stanowi przejaw preskryptywnego podejścia do języka, choć samemu pojęciu preskryptywizmu zwykło się przypisywać ujemne zabarwienie. Bywa, że osoby praktykujące poradnictwo językowe nie tylko formułują zalecenia normatywne, lecz również popularyzują pewne zagadnienia lingwistyczne (np. wiadomości z zakresu etymologii). Niektórzy językoznawcy krytykują popularne poradnictwo językowe za nadmierne skupienie na języku standardowym i prezentowanie subiektywnych zaleceń, nie zawsze ugruntowanych w praktyce językowej. Masowe zasięganie porad językowych może być rozumiane jako wyraz nieuzasadnionej niepewności językowej; język to bowiem środek ekspresji i komunikacji dostępny wszystkim jego użytkownikom.